# Lista gatunków z rodzaju cynamonowiec
Lista gatunków z rodzaju cynamonowiec (Cinnamomum) – lista gatunków rodzaju roślin należącego do rodziny wawrzynowatych (Lauraceae Juss.). Według The Plant List w obrębie tego rodzaju znajdują się 342 gatunki o nazwach zweryfikowanych i zaakceptowanych, podczas gdy kolejnych 121 taksonów ma status gatunków niepewnych (niezweryfikowanych).
Lista gatunków

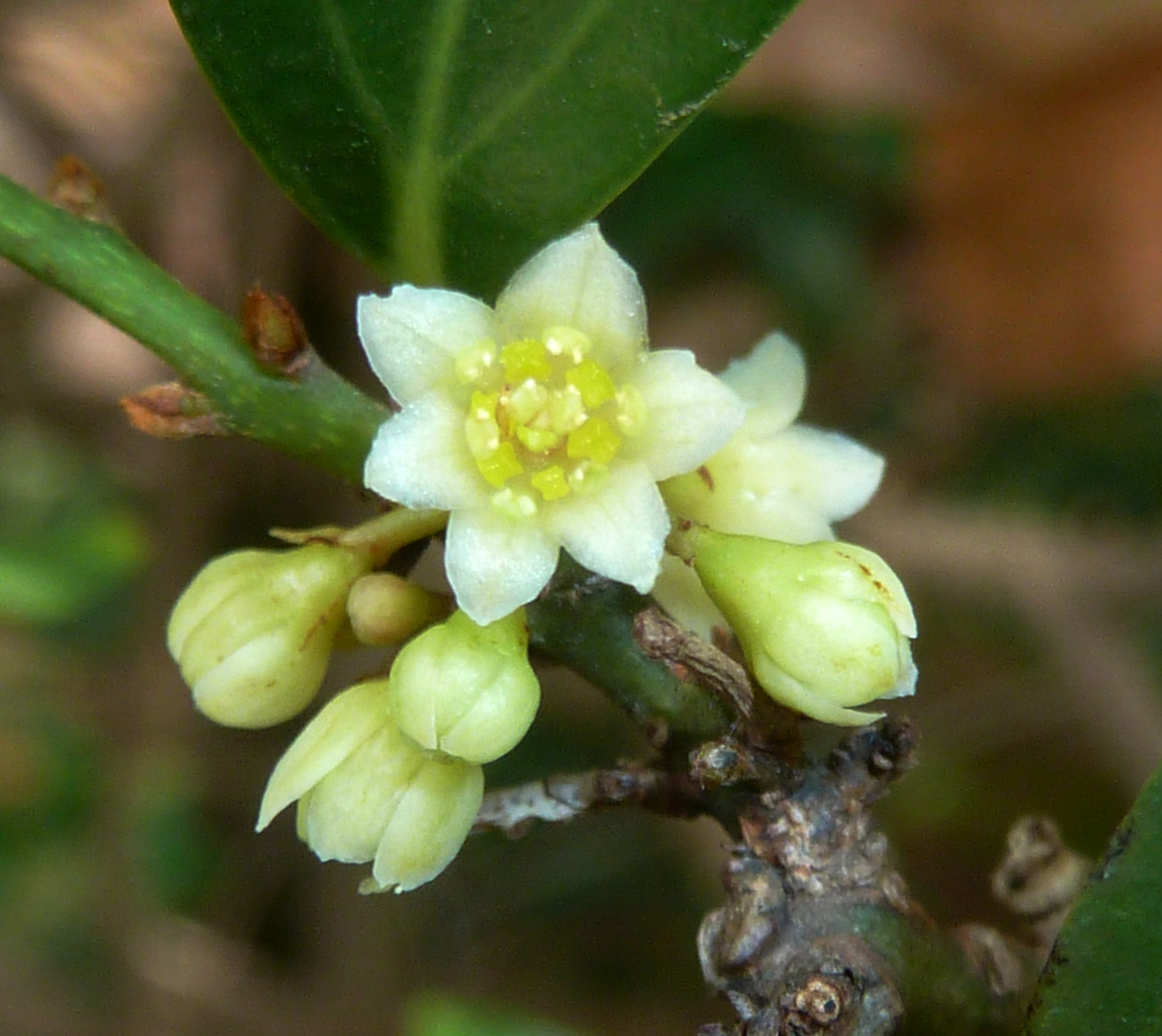
Kwiaty Cinnamomum burmannii

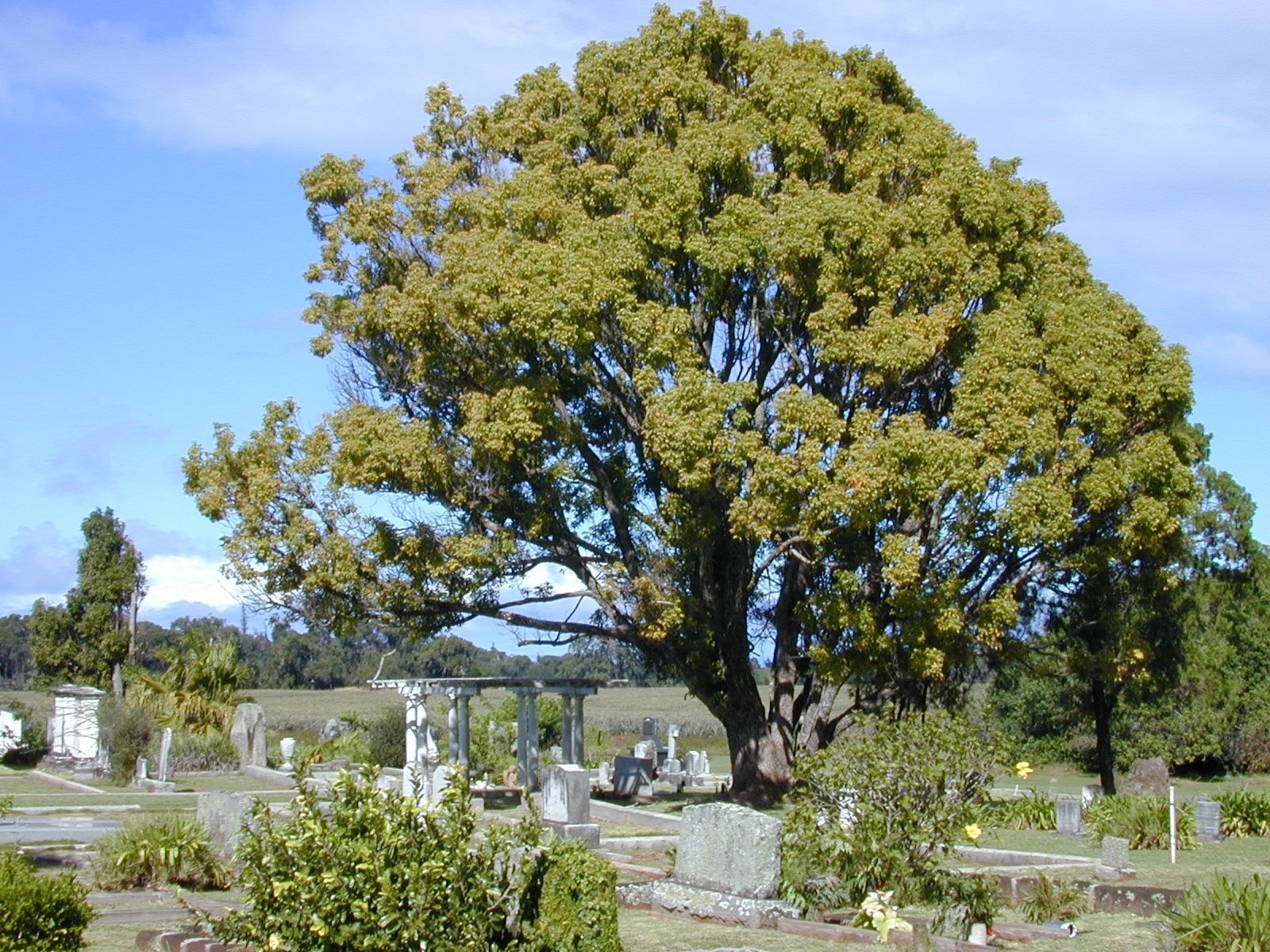
Pokrój Cinnamomum camphora

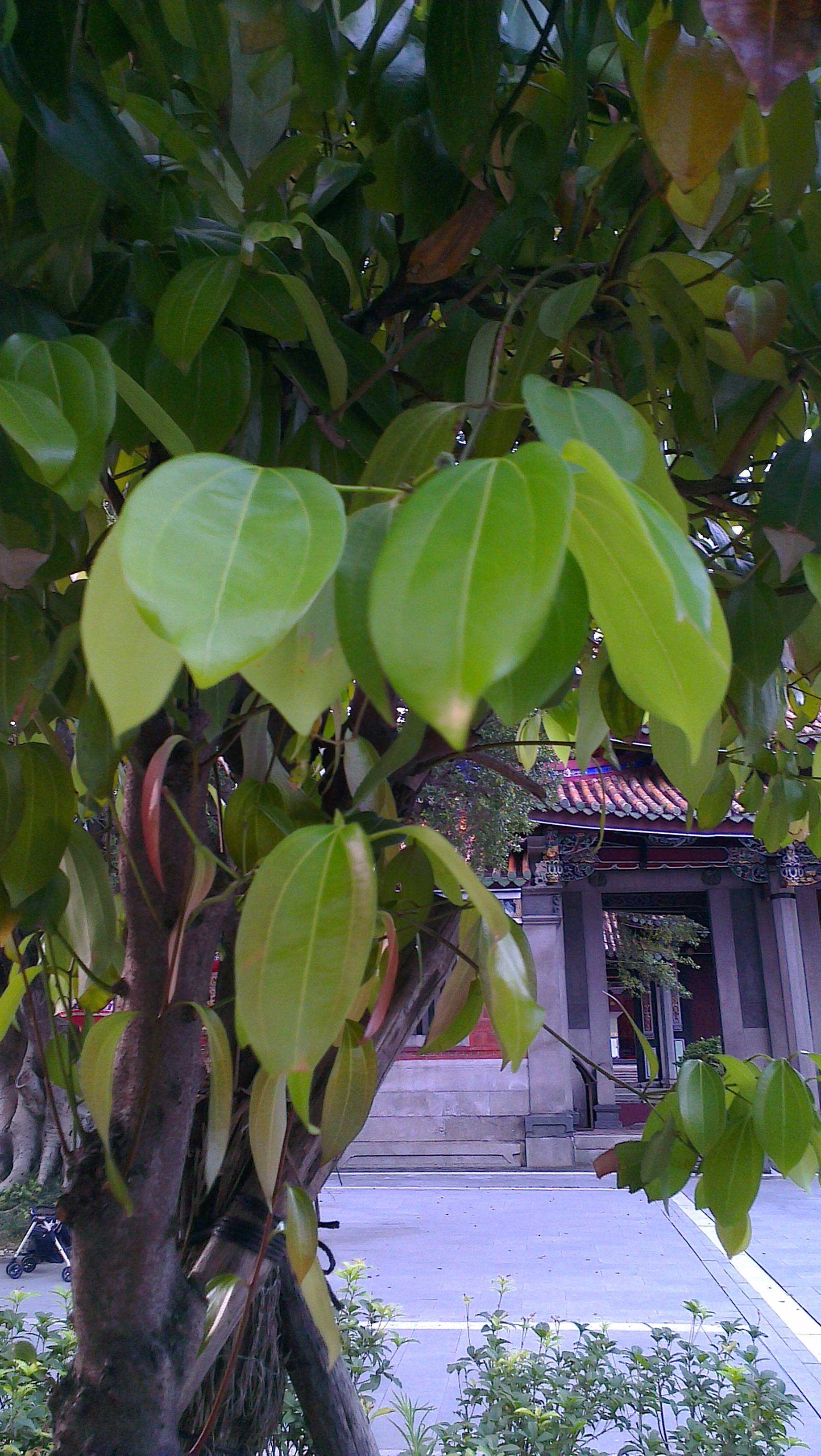
Liście Cinnamomum cassia

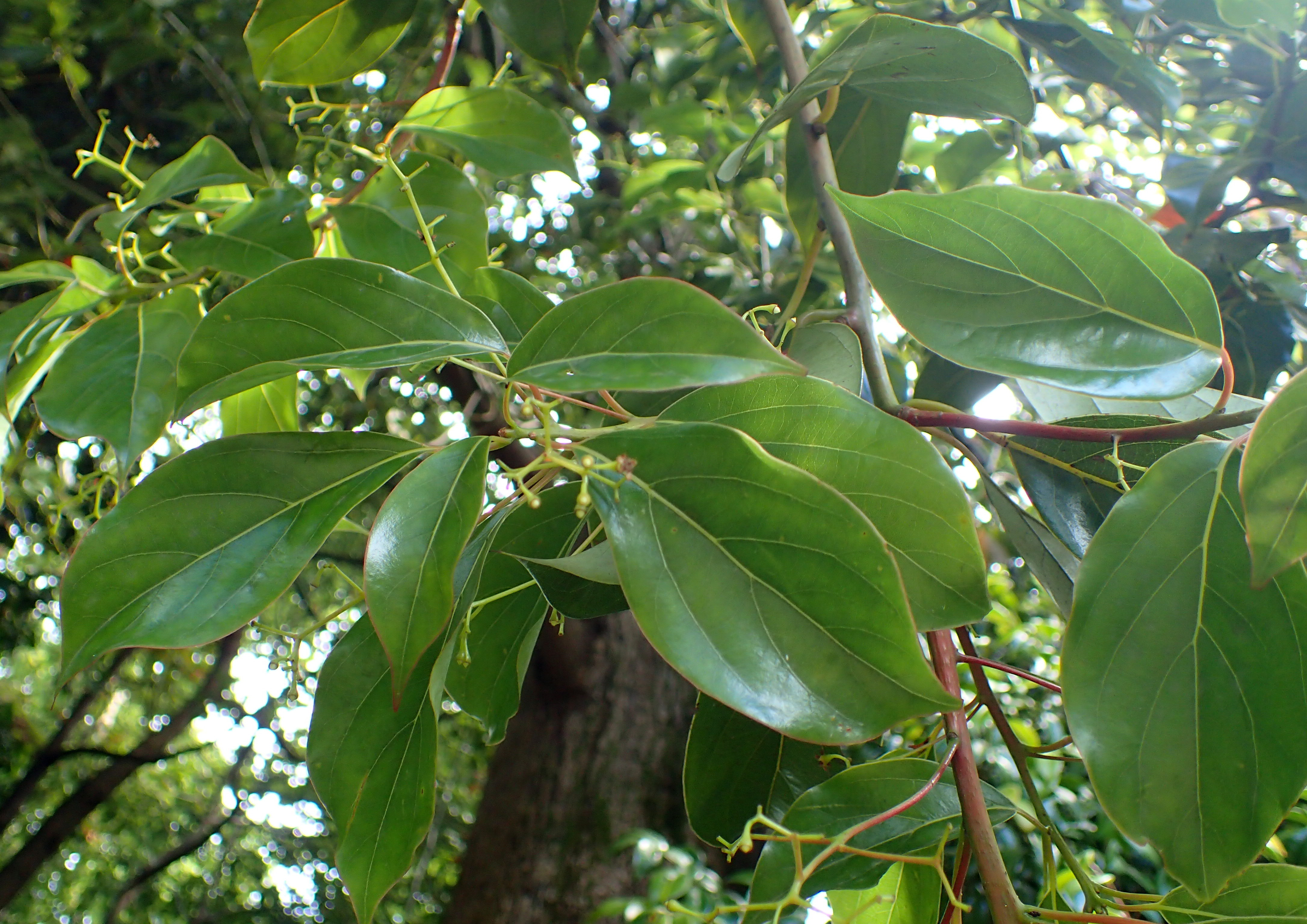
Liście Cinnamomum glanduliferum

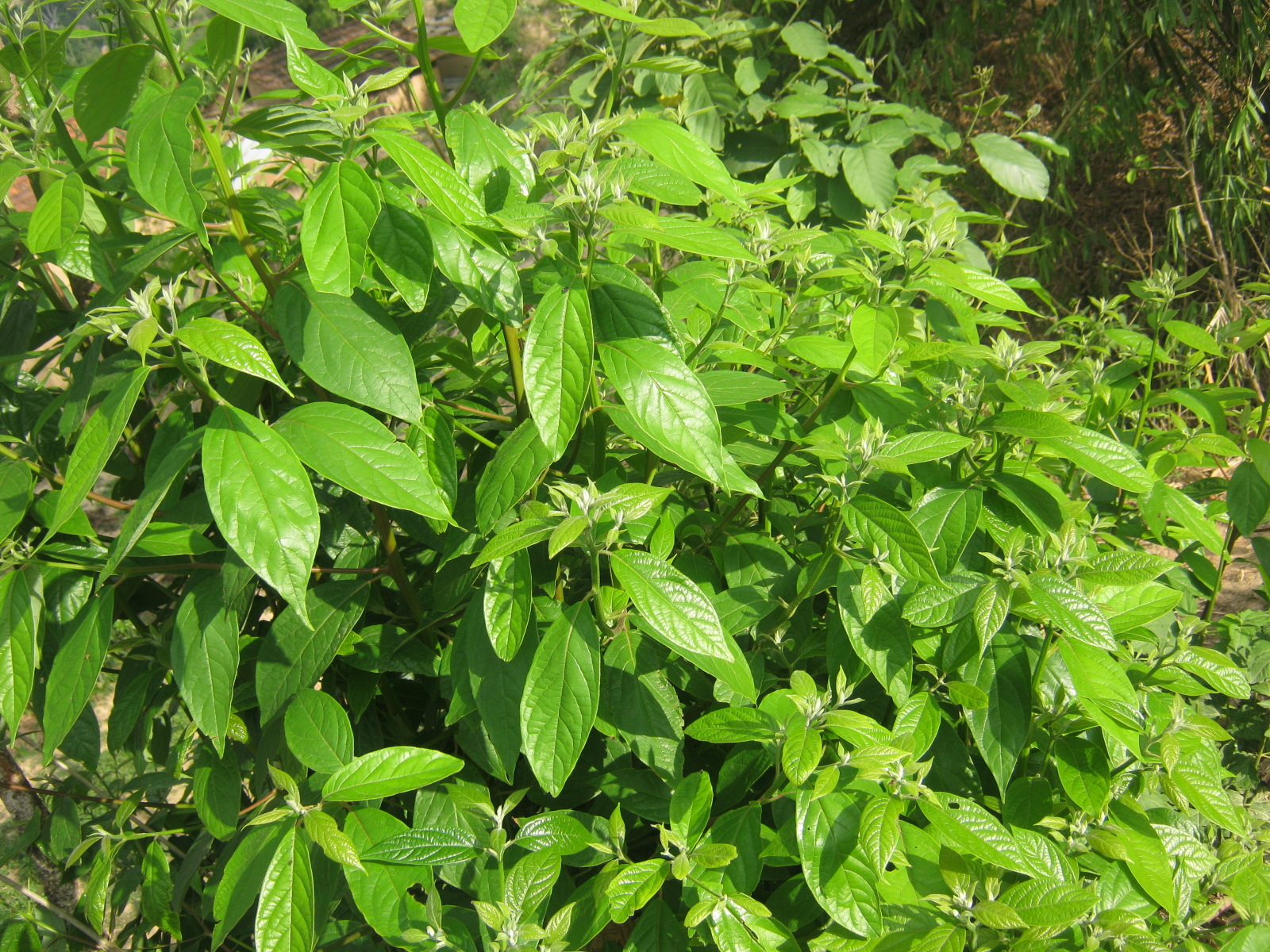
Liście Cinnamomum glaucescens

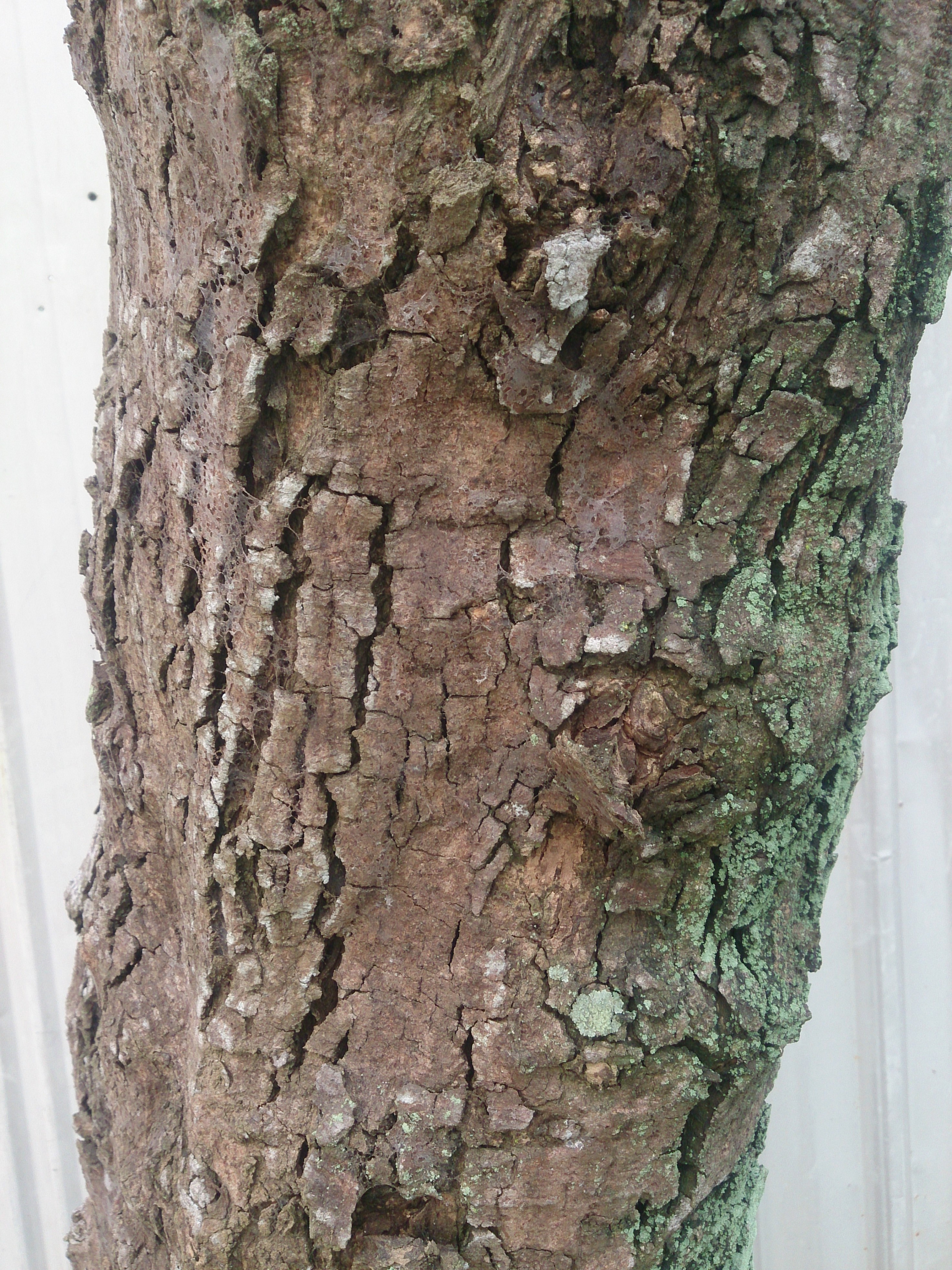
Pień Cinnamomum iners

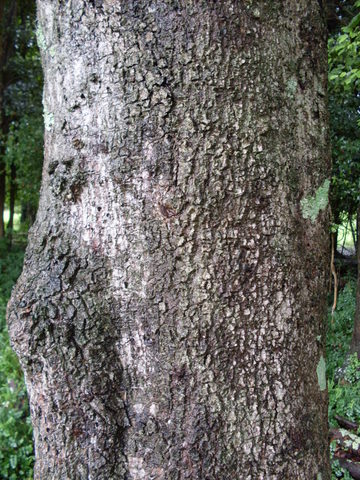
Pien Cinnamomum oliveri

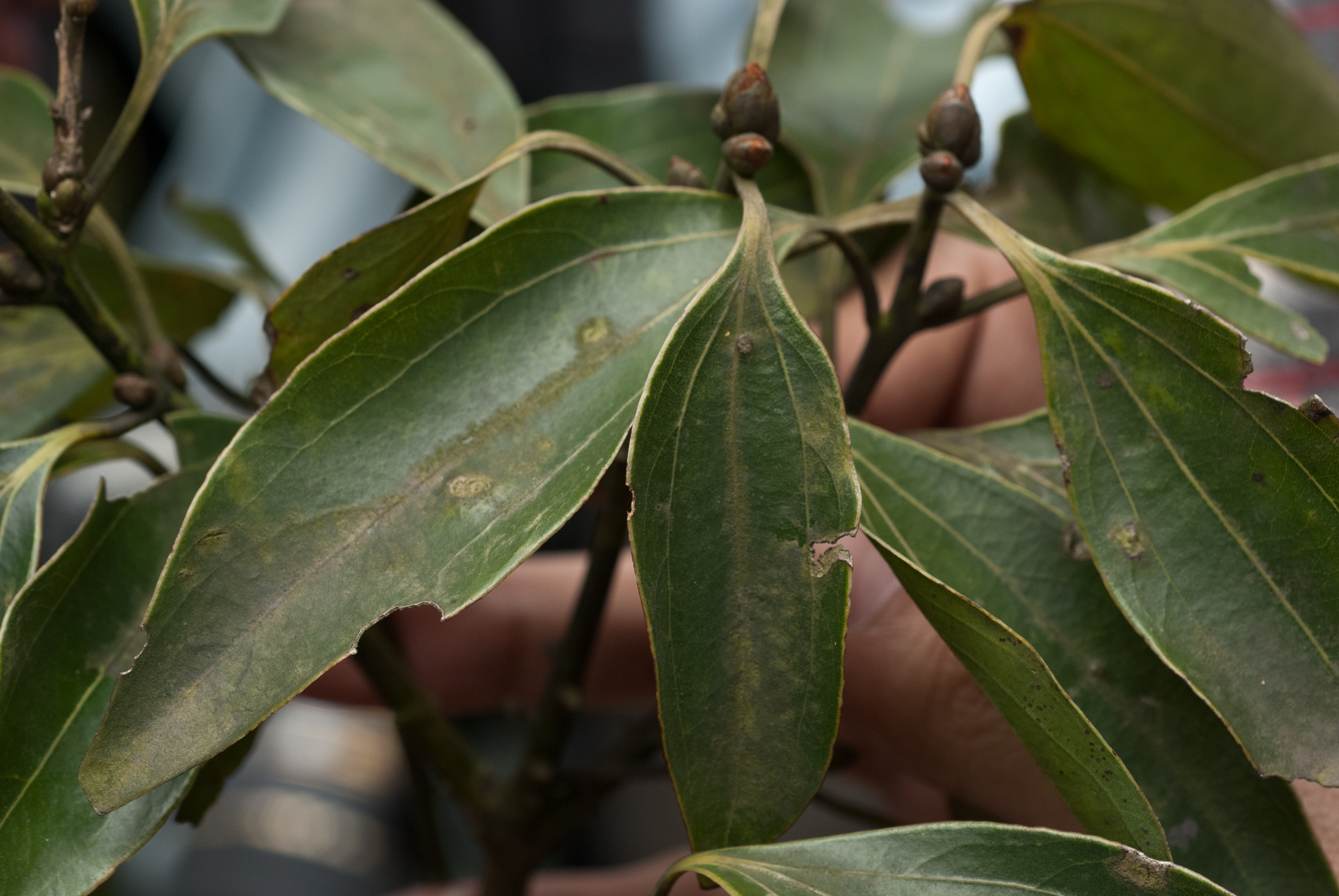
Liście Cinnamomum osmophloeum

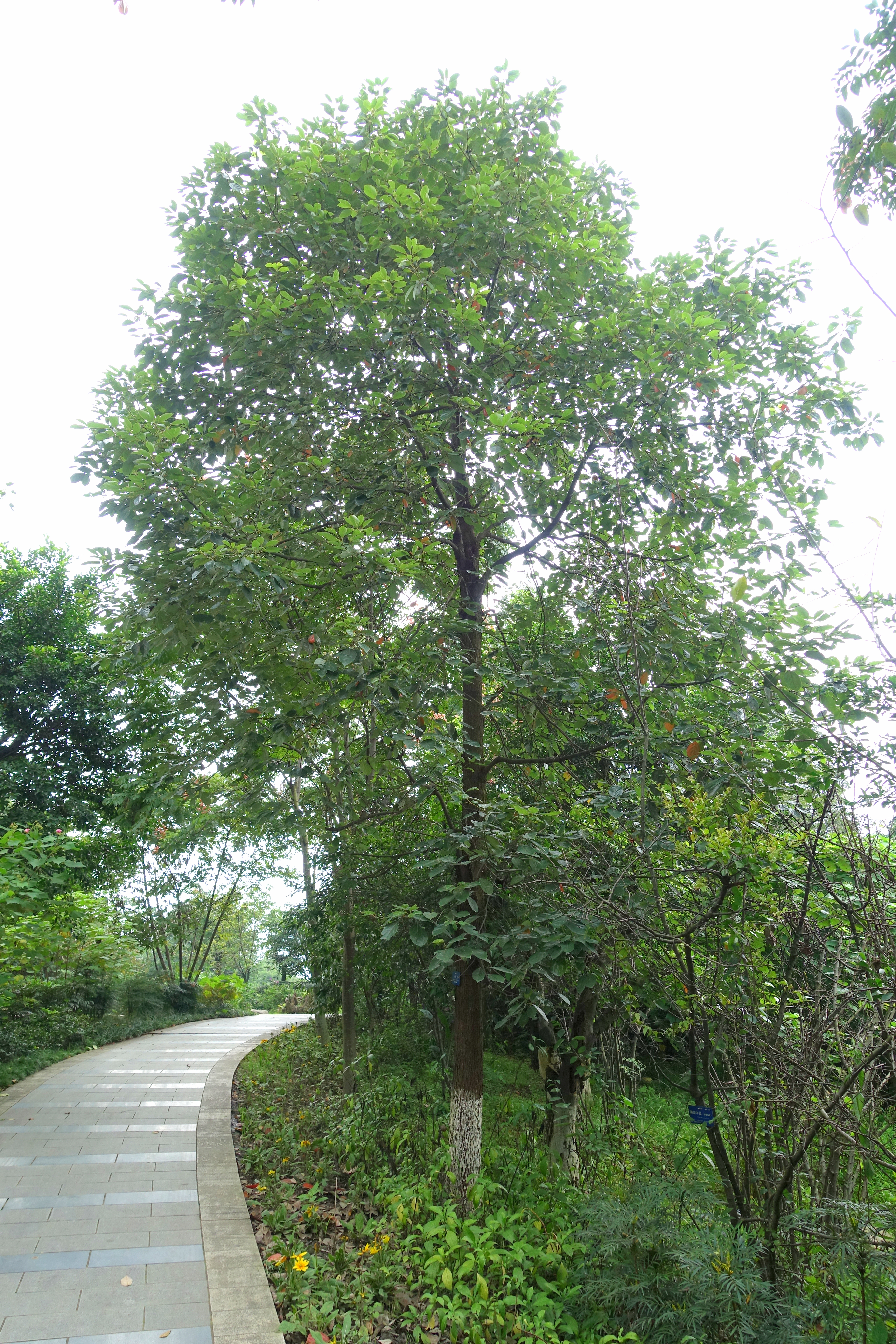
Pokrój Cinnamomum septentrionale

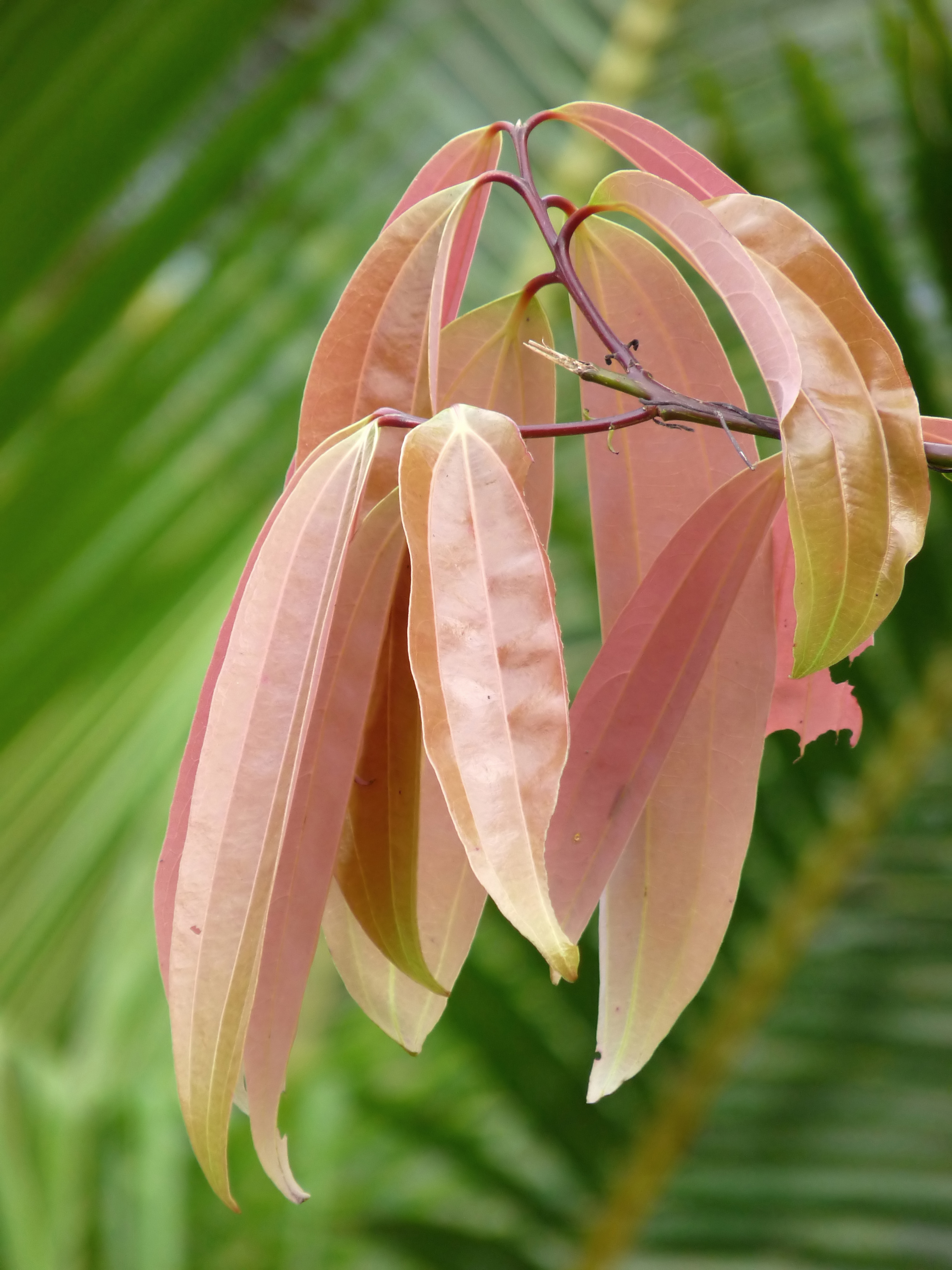
Młode liście Cinnamomum malabatrum

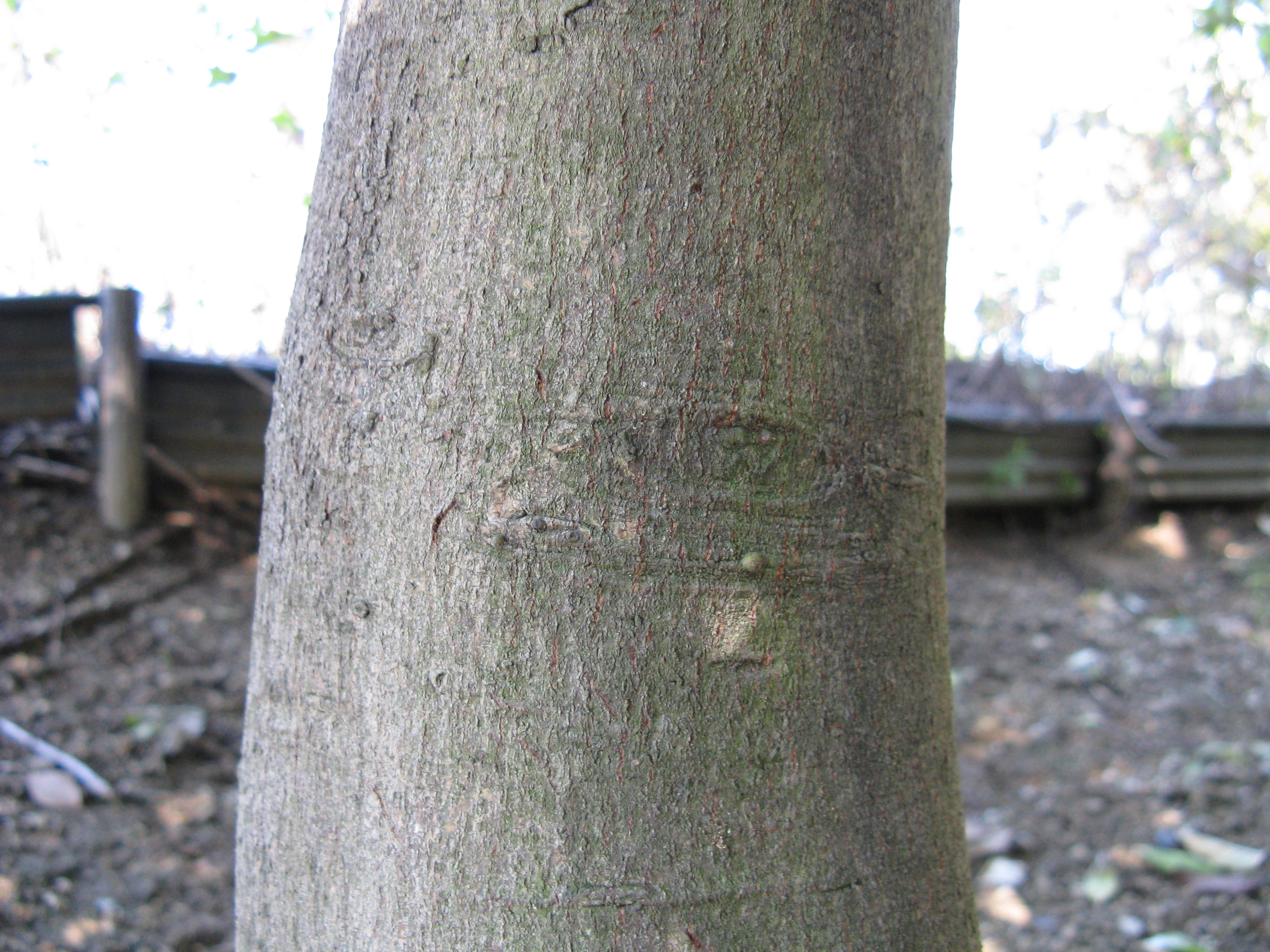
Pień Cinnamomum tenuifolium

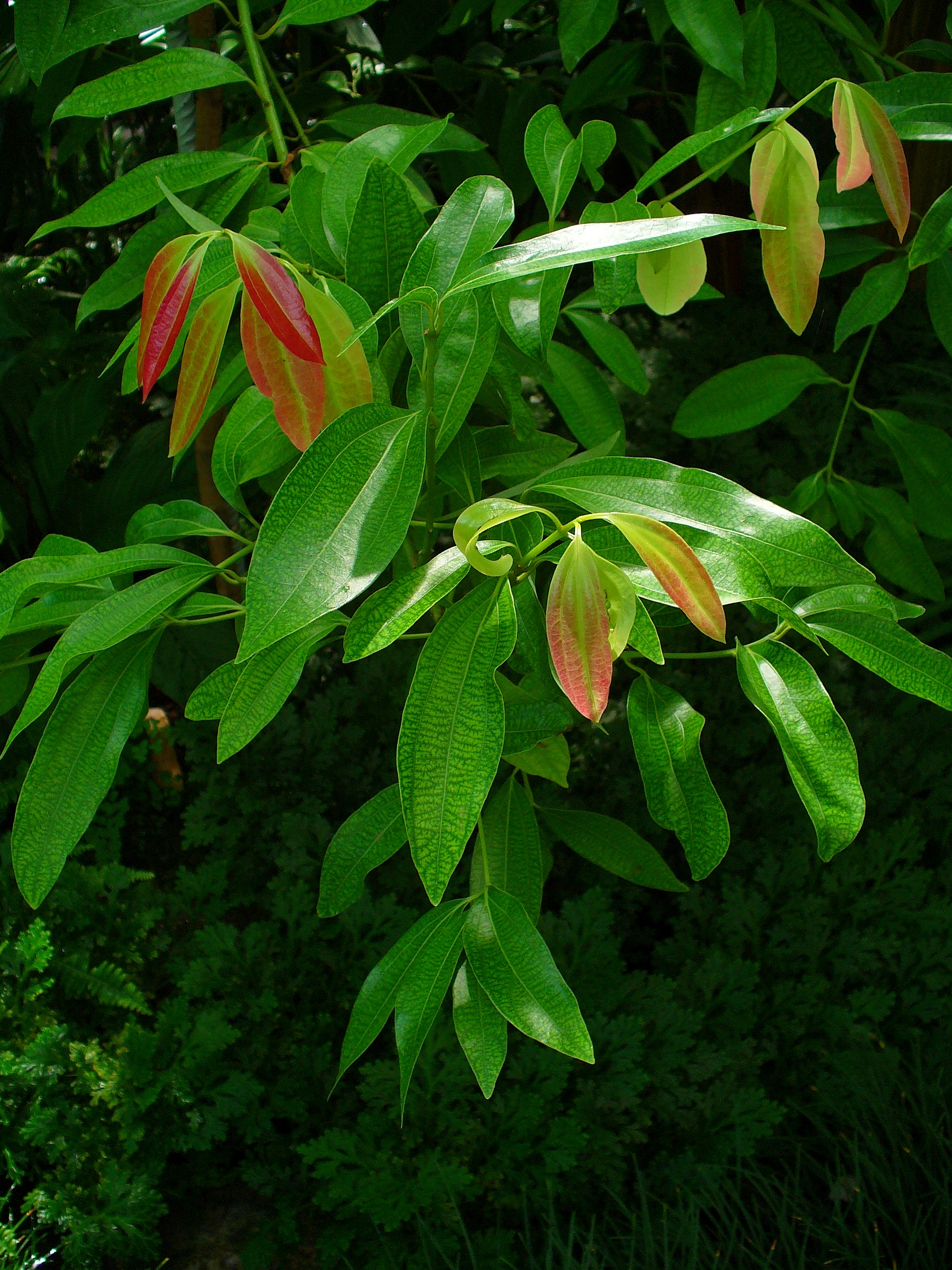
Liście Cinnamomum verum

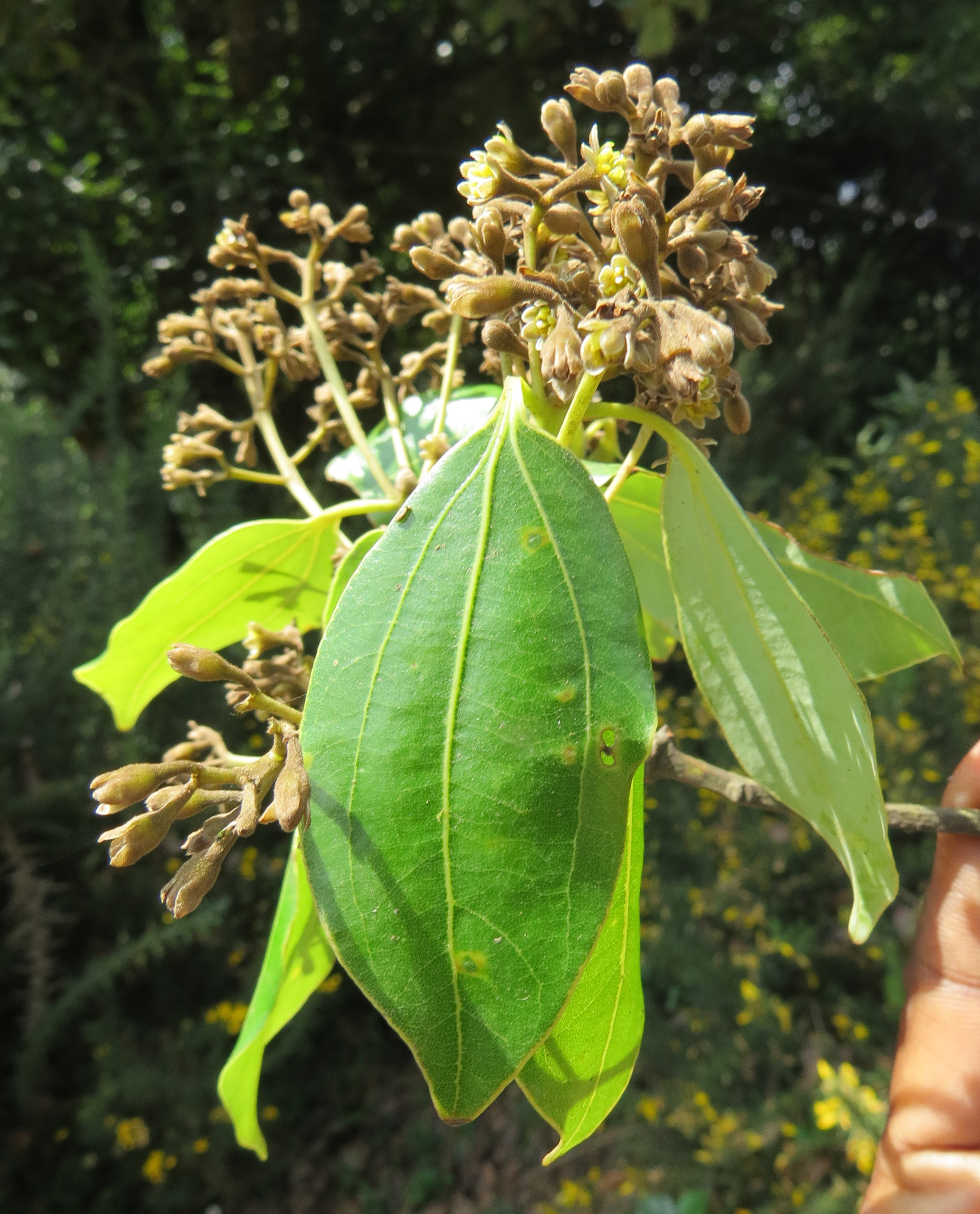
Gałązka z liśćmi i kwiatostanami Cinnamomum wightii

- Cinnamomum alainii (C.K.Allen) Alain
- Cinnamomum alatum Lukman.
- Cinnamomum alibertii Lukman.
- Cinnamomum altissimum Kosterm.
- Cinnamomum amoenum (Nees & Mart.) Kosterm.
- Cinnamomum amplexicaule (Cham. & Schltdl.) Kosterm.
- Cinnamomum amplifolium (Mez & Donn.Sm.) Kosterm.
- Cinnamomum anacardium Kosterm.
- Cinnamomum andersonii Lukman.
- Cinnamomum angustifolium Lukman.
- Cinnamomum angustitepalum Kosterm.
- Cinnamomum antillanum (Meisn.) Kosterm.
- Cinnamomum appelianum Schewe
- Cinnamomum archboldianum C.K.Allen
- Cinnamomum areolatum (Lundell) Kosterm.
- Cinnamomum arfakense Kosterm.
- Cinnamomum argenteum Gamble
- Cinnamomum arsenei (C.K.Allen) Kosterm.
- Cinnamomum assamicum Lukman.
- Cinnamomum aureofulvum Gamble
- Cinnamomum austrosinense H.T.Chang
- Cinnamomum austroyunnanense H.W.Li
- Cinnamomum bahianum Lukman.
- Cinnamomum baileyanum (F.Muell. ex F.M.Bailey) Francis
- Cinnamomum balansae Lecomte
- Cinnamomum bamoense Lukman.
- Cinnamomum barbatoaxillatum N.Chao
- Cinnamomum beccarii Lukman.
- Cinnamomum bejolghota (Buch.-Ham.) Sweet
- Cinnamomum bhamoensis M.Gangop.
- Cinnamomum bhaskarii M.Gangop.
- Cinnamomum birmanicum Kosterm.
- Cinnamomum bishnupadae M.Gangop.
- Cinnamomum blandfordii M.Gangop.
- Cinnamomum blumei Lukman.
- Cinnamomum bodinieri H.Lév.
- Cinnamomum bonii Lecomte
- Cinnamomum brachythyrsum J.Li
- Cinnamomum bractifoliaceum Lorea-Hern.
- Cinnamomum breedlovei (Lundell) Kosterm.
- Cinnamomum brenesii (Standl.) Kosterm.
- Cinnamomum burmanni (Nees & T.Nees) Blume – cynamonowiec Burmana
- Cinnamomum calcareum Y.K.Li
- Cinnamomum calciphilum Kosterm.
- Cinnamomum calleryi Lukman.
- Cinnamomum cambodianum Lecomte
- Cinnamomum camphora (L.) J.Presl – cynamonowiec kamforowy
- Cinnamomum cappara-coronde Blume
- Cinnamomum caratingae Vattimo-Gil
- Cinnamomum carrierei Lukman.
- Cinnamomum caryophyllus (Lour.) S.Moore
- Cinnamomum cassia (L.) J.Presl – cynamonowiec wonny
- Cinnamomum caudiferum Kosterm.
- Cinnamomum cebuense Kosterm.
- Cinnamomum celebicum Miq.
- Cinnamomum champokianum Baruah & S.C.Nath
- Cinnamomum chantinii Lukman.
- Cinnamomum chartophyllum H.W.Li
- Cinnamomum chavarrianum (Hammel) Kosterm.
- Cinnamomum chekiangense Nakai
- Cinnamomum chemungianum M.Mohanan & A.N.Henry
- Cinnamomum chengkouense N.Chao
- Cinnamomum chiapense (Lundell) Kosterm.
- Cinnamomum citriodorum Thwaites
- Cinnamomum clemensii C.K.Allen
- Cinnamomum concinnum Lorea-Hern.
- Cinnamomum contractum H.W.Li
- Cinnamomum cordatum Kosterm.
- Cinnamomum corneri Kosterm.
- Cinnamomum costaricanum (Mez & Pittier) Kosterm.
- Cinnamomum crassinervium Miq.
- Cinnamomum crenulicupulum Kosterm.
- Cinnamomum culilaban (L.) J. Presl
- Cinnamomum culitlawan (L.) J.Presl
- Cinnamomum cupulatum Kosterm.
- Cinnamomum curvifolium (Lam.) Nees
- Cinnamomum cuspidatum Miq.
- Cinnamomum daphnoides Siebold & Zucc.
- Cinnamomum decaisnei Lukman.
- Cinnamomum decourtilzii Lukman.
- Cinnamomum degeneri C.K.Allen
- Cinnamomum deschampsii Gamble
- Cinnamomum doederleinii Engl.
- Cinnamomum dominii (H.Lév.) C.F.Ji
- Cinnamomum duartianum Vattimo
- Cinnamomum dubium Nees
- Cinnamomum dulcis Sweet
- Cinnamomum × durifruticeticola Hatus.
- Cinnamomum ebaloi Kosterm.
- Cinnamomum effusum (Meisn.) Kosterm.
- Cinnamomum ehrenbergii (Mez) Kosterm.
- Cinnamomum ellipticifolium Kosterm.
- Cinnamomum elongatum (Nees) Kosterm.
- Cinnamomum englerianum Schewe
- Cinnamomum erectifolium (Allen) Kosterm.
- Cinnamomum erythropus (Nees & Mart.) Kosterm.
- Cinnamomum esquirolii H.Lév.
- Cinnamomum estrellense (Meisn.) Kosterm.
- Cinnamomum eugenoliferum Kosterm.
- Cinnamomum falcatum (Mez) R.A.Howard
- Cinnamomum fargesii Lecomte
- Cinnamomum filamentosum (C.K.Allen) Kosterm.
- Cinnamomum filipedicellatum Kosterm.
- Cinnamomum filipes (Rusby) Kosterm.
- Cinnamomum fitianum (Meisn.) A.C.Sm.
- Cinnamomum floccosum van der Werff
- Cinnamomum formicarium van der Werff & Lorea-Hern.
- Cinnamomum foveolatum (Merr.) H.W.Li & J.Li
- Cinnamomum frodinii Kosterm.
- Cinnamomum fruticosum (Lundell) Kosterm.
- Cinnamomum gaudichaudii Lukman.
- Cinnamomum glanduliferum (Wall.) Meisn.
- Cinnamomum glaucescens (Nees) Hand.-Mazz.
- Cinnamomum glauciphyllum Kosterm.
- Cinnamomum glaziovii (Mez) Kosterm.
- Cinnamomum glossophyllum Lorea-Hern.
- Cinnamomum goaense Kosterm.
- Cinnamomum gracillimum Kosterm.
- Cinnamomum grandiflorum Kosterm.
- Cinnamomum grandifolium Cammerl.
- Cinnamomum grisebachii Lorea-Hern.
- Cinnamomum guyanense Lukman.
- Cinnamomum hammelianum (W.C.Burger) Lorea-Hern. ex J.A.González & Hammel
- Cinnamomum hartmannii (I.M.Johnst.) Kosterm.
- Cinnamomum hatschbachii Vattimo
- Cinnamomum haussknechtii (Mez) Kosterm.
- Cinnamomum helferi Lukman.
- Cinnamomum helicterifolium (Meisn.) Kosterm.
- Cinnamomum heterantherum (Ruiz & Pav.) Kosterm.
- Cinnamomum heyneanum Nees
- Cinnamomum hkinlumense Kosterm.
- Cinnamomum hookeri Lukman.
- Cinnamomum hupehanum Gamble
- Cinnamomum ilicioides A.Chev.
- Cinnamomum impressicostatum Kosterm.
- Cinnamomum impressinervium Meisn.
- Cinnamomum impressum (Meisn.) Kosterm.
- Cinnamomum iners Reinw. ex Blume
- Cinnamomum insularimontanum Hayata
- Cinnamomum javanicum Blume
- Cinnamomum jensenianum Hand.-Mazz.
- Cinnamomum johnstonii (C.K.Allen) Kosterm.
- Cinnamomum kami Kosterm.
- Cinnamomum keralaense Kosterm.
- Cinnamomum kerangas Kosterm.
- Cinnamomum kerrii Kosterm.
- Cinnamomum kinabaluense Heine
- Cinnamomum kingdon-wardii Kosterm.
- Cinnamomum kotoense Kaneh. & Sasaki
- Cinnamomum kruseanum O.Téllez & Villaseñor
- Cinnamomum kunstleri Ridl.
- Cinnamomum kwangtungense Merr.
- Cinnamomum lanaoense Kosterm.
- Cinnamomum lanigerum van der Werff
- Cinnamomum lanuginosum Kosterm.
- Cinnamomum laubatii F.Muell.
- Cinnamomum lawang Kosterm.
- Cinnamomum ledermannii Schewe
- Cinnamomum leptophyllum Lorea-Hern.
- Cinnamomum liangii C.K.Allen
- Cinnamomum ligneum Lukman.
- Cinnamomum lineatum Kosterm.
- Cinnamomum lioui C.K.Allen
- Cinnamomum litseifolium Thwaites
- Cinnamomum loheri Merr.
- Cinnamomum lohitensis M.Gangop.
- Cinnamomum longipaniculatum (Gamble) N.Chao ex H.W.Li
- Cinnamomum longipedicellatum Kosterm.
- Cinnamomum longipes (I.M.Johnst.) Kosterm.
- Cinnamomum longipetiolatum H.W.Li
- Cinnamomum loureiroi Nees
- Cinnamomum lucens Miq.
- Cinnamomum macrocarpum Hook.f.
- Cinnamomum macrophyllum Miq.
- Cinnamomum mairei H.Lév.
- Cinnamomum malabatrum (Burm.f.) J.Presl
- Cinnamomum martiniquense Lukman.
- Cinnamomum mathewsii (Mez) Kosterm.
- Cinnamomum mayanum (Lundell) Kosterm.
- Cinnamomum melliodorum Kosterm.
- Cinnamomum mendozae Kosterm.
- Cinnamomum mercadoi S.Vidal
- Cinnamomum merrillianum C.K.Allen
- Cinnamomum mezii Kosterm.
- Cinnamomum miaoshanense S.Lee & F.N.Wei
- Cinnamomum micranthum (Hayata) Hayata
- Cinnamomum microneurum (Meisn.) Kosterm.
- Cinnamomum microphyllum Ridl.
- Cinnamomum migao H.W.Li
- Cinnamomum molle (Mez) Kosterm.
- Cinnamomum mollicellum (Blake) Kosterm.
- Cinnamomum mollifolium H.W.Li
- Cinnamomum mollis (Mez) Kosterm.
- Cinnamomum mollissimum Hook.f.
- Cinnamomum montanum (Sw.) J.Presl
- Cinnamomum myrianthum Merr.
- Cinnamomum nalingway Kosterm.
- Cinnamomum nanophyllum Kosterm.
- Cinnamomum napoense van der Werff
- Cinnamomum neesii Lukman.
- Cinnamomum neurophyllum (Mez & Pittier) Kosterm.
- Cinnamomum nicolsonianum Manilal & Shylaja
- Cinnamomum nitidum Nees ex Bojer
- Cinnamomum novae-britanniae Kosterm.
- Cinnamomum oblongum Kosterm.
- Cinnamomum obscurum Meisn.
- Cinnamomum oleifolium (Mez) Kosterm.
- Cinnamomum oliveri F.M.Bailey
- Cinnamomum orbiculatum Lukman.
- Cinnamomum osmophloeum Kaneh.
- Cinnamomum ovalauense Kosterm.
- Cinnamomum ovalifolium Wight
- Cinnamomum pachypes Kosterm.
- Cinnamomum pachyphyllum Kosterm.
- Cinnamomum pachypodum (Nees) Kosterm.
- Cinnamomum padiforme (Standl. & Steyerm.) Kosterm.
- Cinnamomum paiei Kosterm.
- Cinnamomum palaciosii van der Werff
- Cinnamomum palghatensis M.Gangop.
- Cinnamomum pallescens (Mez) Kosterm.
- Cinnamomum pallidum Gillespie
- Cinnamomum panayense Kosterm.
- Cinnamomum paraneuron Miq.
- Cinnamomum patens (Meisn.) Kosterm.
- Cinnamomum pedatinervium Meisn.
- Cinnamomum pendulum Cammerl.
- Cinnamomum percoriaceum Kosterm.
- Cinnamomum perglabrum Kosterm.
- Cinnamomum perrottetii Meisn.
- Cinnamomum petiolatum Kosterm.
- Cinnamomum petrophilum N.Chao
- Cinnamomum pilosum Cammerl.
- Cinnamomum pingbienense H.W.Li
- Cinnamomum piniodorum Schewe
- Cinnamomum pittosporoides Hand.-Mazz.
- Cinnamomum platyphyllum (Diels) C.K.Allen
- Cinnamomum podagricum Kosterm.
- Cinnamomum polderi Kosterm.
- Cinnamomum politum Miq.
- Cinnamomum polyadelphum (Lour.) Kosterm.
- Cinnamomum porphyrium (Griseb.) Kosterm.
- Cinnamomum porphyrospermum Kosterm.
- Cinnamomum porrectum (Roxb.) Kosterm.
- Cinnamomum propinquum F.M.Bailey
- Cinnamomum pseudopedunculatum Hayata
- Cinnamomum psychotrioides (Kunth) Kosterm.
- Cinnamomum puberulum Ridl.
- Cinnamomum pubescens Kochummen
- Cinnamomum purpureaum H.G.Ye & F.G.Wang
- Cinnamomum quadrangulum Kosterm.
- Cinnamomum racemosum Kosterm.
- Cinnamomum reticulatum Hayata
- Cinnamomum reticulifolium Kosterm.
- Cinnamomum rhynchophyllum Miq.
- Cinnamomum riedelianum Kosterm.
- Cinnamomum riedelii Lukman.
- Cinnamomum rigidissimum H.T.Chang
- Cinnamomum rigidum Gillespie
- Cinnamomum riparium Gamble
- Cinnamomum rivulorum Kosterm.
- Cinnamomum rosiflorum Kosterm.
- Cinnamomum rosselianum Kosterm.
- Cinnamomum rufotomentosum K.M.Lan
- Cinnamomum rumphii Lukman.
- Cinnamomum rupestre Kosterm.
- Cinnamomum safrol Kosterm.
- Cinnamomum salicifolium (Nees) Kosterm.
- Cinnamomum sancti-caroli Kosterm.
- Cinnamomum sandkuhlii Merr.
- Cinnamomum sanjappae M.Gangop.
- Cinnamomum saxatile H.W.Li
- Cinnamomum scortechinii Gamble
- Cinnamomum sellowianum (Nees & Mart.) Kosterm.
- Cinnamomum semecarpifolium (Meisn.) Kosterm.
- Cinnamomum septentrionale Hand.-Mazz.
- Cinnamomum sericans Hance
- Cinnamomum sessilifolium Kaneh.
- Cinnamomum siamense Craib
- Cinnamomum sieboldii Meisn.
- Cinnamomum simondii Lecomte
- Cinnamomum sinharajaense Kosterm.
- Cinnamomum sintoc Blume
- Cinnamomum sleumeri Kosterm.
- Cinnamomum smithianum Kosterm.
- Cinnamomum soegengii Kosterm.
- Cinnamomum solomonense C.K.Allen
- Cinnamomum splendens Kosterm.
- Cinnamomum spurium Blume ex Lukman.
- Cinnamomum stenophyllum (Meisn.) Vattimo
- Cinnamomum stereophyllum (Meisn.) Kosterm.
- Cinnamomum suaveolens Lukman.
- Cinnamomum subaveniopsis Kosterm.
- Cinnamomum subavenium Miq.
- Cinnamomum subcuneatum Miq.
- Cinnamomum sublanuginosum Kosterm.
- Cinnamomum subsericeum Kosterm.
- Cinnamomum subsessile (Meisn.) Kosterm.
- Cinnamomum subtetrapterum Miq.
- Cinnamomum subtriplinervium (Meisn.) Kosterm.
- Cinnamomum sulavesianum Kosterm.
- Cinnamomum sulphuratum Nees
- Cinnamomum sumatranum Meisn.
- Cinnamomum suvrae M.Gangop.
- Cinnamomum szechuanense Yen C.Yang
- Cinnamomum tahijanum Kosterm.
- Cinnamomum talawaense Kosterm.
- Cinnamomum tamala (Buch.-Ham.) T.Nees & Eberm.
- Cinnamomum tampicense (Meisn.) Kosterm.
- Cinnamomum taquetii H.Lév.
- Cinnamomum taubertianum (Mez & Schwacke) Kosterm.
- Cinnamomum tavoyanum Meisn.
- Cinnamomum tenuifolium (Makino) Sugim.
- Cinnamomum tenuipile Kosterm.
- Cinnamomum tetragonum A.Chev.
- Cinnamomum thorelii Lecomte
- Cinnamomum tomentulosum Kosterm.
- Cinnamomum tonduzii (Mez) Kosterm.
- Cinnamomum tonkinense (Lecomte) A.Chev.
- Cinnamomum travancoricum Gamble
- Cinnamomum trichophyllum Quisumb. & Merr.
- Cinnamomum trinervatum Yen C.Yang
- Cinnamomum trinerve (Lundell) Kosterm.
- Cinnamomum trintaense Kosterm.
- Cinnamomum triplinerve (Ruiz & Pav.) Kosterm.
- Cinnamomum tsangii Merr.
- Cinnamomum tsoi C.K.Allen
- Cinnamomum utile Kosterm.
- Cinnamomum vacciniifolium Kosterm.
- Cinnamomum validinerve Hance
- Cinnamomum velveti Lorea-Hern.
- Cinnamomum verum J.Presl – cynamonowiec cejloński
- Cinnamomum villosulum S.Lee & F.N.Wei
- Cinnamomum vimineum Nees
- Cinnamomum virens R.T.Baker
- Cinnamomum vitiense Kosterm.
- Cinnamomum walaiwarense Kosterm.
- Cinnamomum wightii Meisn.
- Cinnamomum wilsonii Gamble
- Cinnamomum woulfei Kosterm.
- Cinnamomum xanthoneurum Blume
- Cinnamomum yabunikkei H.Ohba
- Cinnamomum zapatae Lorea-Hern.